# Battista Acquaviva
Battista Acquaviva (Isola Rossa, 5 agosto 1984) è un mezzosoprano francese, semifinalista del talent show The Voice : La Plus Belle Voix, l'edizione francese di The Voice.
Autrice di numerosi articoli e colloqui internazionali su letteratura e musica, Battista Acquaviva è membro della Société des Études Romantiques et Dix-Neuviémistes e del Groupe International de Recherche Balzacienne.

## Caratteristiche vocali
Cantante dal registro di mezzosoprano, possiede un'estensione vocale di tre ottave e mezzo, dote che la colloca tra le rarità, considerato che normalmente l'estensione del mezzosoprano è di due ottave. Maria Callas aveva un'estensione vocale di due ottave e mezzo.
Per questo motivo è stata studiata anche da un laboratorio parigino specializzato negli studi sul suono e la voce umana.

## Biografia
Nata in Corsica nel 1984, comincia a cantare grazie a suo padre, il musicologo e musicista Nando Acquaviva a soli quattro anni e a dieci anni comincia a studiare violino. Contemporaneamente inizia a frequentare corsi di canto con il mezzosoprano Guillemette Laurens e corsi di tecnica vocale con Martine Viard; in seguito approfondisce le sue conoscenze musicali di world music con la cantante marocchina Amina Alaoui.
Nel 2001 comincia a studiare lettere al campus di Bastia dell'Università della Corsica e proseguirà i suoi studi nel 2003-2004 all'Università di Pisa con il progetto Erasmus e dove viene promossa a un master con lode. Nel 2007 riprende gli studi di dottorato e si laurea con una tesi sui miti delle donne in Balzac.
Nel 2005 esordisce sulla radio pubblica francese France Culture e nel 2008 canta per la prima volta in duo con Antoine Ciosi.
Nel 2012 incide il suo primo EP, Che Notte, registrato in un convento in Balagna e nel 2013 viene inserita nel libro di Pierre-Antoine Peretti "50 tubes qui ont fait l'histoire de la chanson corse" per la sua interpretazione dell'inno isolano, Dio vi salvi Regina.
Nel 2014 partecipa alla quarta edizione The Voice, la plus belle voix, l'edizione francese di The Voice nella squadra guidata dalla cantante Jenifer arrivando fino in semifinale.
Dopo The Voice, la plus belle voix firma un contratto per Universal Music France e nel 2015 incide il suo primo album, Les Chants de Liberté dove canta in corso, greco, italiano, spagnolo e anche in armeno.
A seguito della pubblicazione dell'album si è esibita in molti paesi e ha partecipato per sei mesi allo spettacolo La perle del produttore Franco Dragone (Cirque du soleil) a Dubai.
Il 15 marzo 2019, viene pubblicato da Universal Music France il nuovo album di Battista Acquaviva intitolato Céleste, contenente 7 brani.

## Discografia

### Album in studio
- 2015 - Les Chants de liberté
- 2019 - Céleste

### EP
- 2012 - Che notte

### Singoli
- 2014 - Psaume de David
- 2015 - Bella ciao

### Collaborazioni
- 2008 - Antoine Ciosi - À voce piena
- 2012 - AA. VV. - Canti corsi
- 2015 - AA. VV. - Nerone in Corsica
- 2016 - La Femme - Mystère (nella canzone Psyzook

## Conferenze universitarie, colloqui internazionali e pubblicazioni
- Adaptation musicale d'une œuvre littéraire Seraphitus-Seraphita, poème symphonique de Ruggiero Leoncavallo. Avec Max Andréoli Dans L'Année balzacienne 2011/1 (n° 12)
- Mystique, musique et féminité dans La Duchesse de Langeais. Dans L'Année balzacienne 2013/1 (n° 14)